# Geert Steurs
Geert Steurs (Schoten, 24 de septiembre de 1981) es un antiguo ciclista belga.

## Palmarés
2006 (como amateur)
- Tour de Hong Kong Shanghai

2010
- 1 etapa del Tour de Catar

## Resultados en Grandes Vueltas
| Carrera | Carrera         | 2006 | 2007 | 2008 | 2009 | 2010 | 2011 |
| ------- | --------------- | ---- | ---- | ---- | ---- | ---- | ---- |
|         | Giro de Italia  | ―    | ―    | Ab.  | ―    | ―    | ―    |
|         | Tour de Francia | ―    | ―    | ―    | ―    | ―    | ―    |
|         | Vuelta a España | ―    | ―    | ―    | ―    | ―    | ―    |

―: no participa

Ab.: abandono